# Alta Val Formazza
Alta Val Formazza este o arie protejată (arie specială de conservare — SAC, sit de importanță comunitară — SCI) din Italia întinsă pe o suprafață de 5.744 ha, integral pe uscat.

## Localizare
Centrul sitului Alta Val Formazza este situat la coordonatele 46°24′13″N 8°26′11″E / 46.403611°N 8.436389°E.

## Înființare
Situl Alta Val Formazza a fost declarat sit de importanță comunitară în septembrie 1995 pentru a proteja 34 de specii de animale. Situl a fost protejat și ca arie specială de conservare în noiembrie 2017.

## Biodiversitate
Situată în ecoregiunea alpină, aria protejată conține 21 de habitate naturale: Pajiști alpine și boreale, Grohotișuri calcaroase și de șisturi calcaroase de la nivelul montan până la nivelul alpin (Thlaspietea rotundifolii), Păduri acidofile de Picea de la nivel montan la nivel alpin (Vaccinio-Piceetea), Mlaștini alcaline, Păduri pe pante, grohotișuri și ravene de Tilio-Acerion, Turbării active, Pante stâncoase calcaroase cu vegetație casmofită, Râuri de munte și vegetația erbacee de pe malurile acestora, Păduri alpine de Larix decidua și/sau Pinus cembra, Formațiuni ierboase bogate în specii de Nardus, dezvoltate pe substraturi silicioase în zone montane (și în zone submontane, în Europa continentală), Fânețe montane, Lespezi calcaroase, Grohotișuri silicioase de la nivelul montan până la nivelul zăpezii (Androsacetalia alpinae și Galeopsietalia ladani), Pajiști alpine și subalpine calcaroase, Tufărișuri subarctice cu Salix spp., Peșteri inaccesibile publicului, Mlaștini turboase de tranziție și turbării mișcătoare, Ghețari permanenți, Pajiști boreale și alpine pe substrat silicios, Liziere de ierburi înalte hidrofile de câmpie și de nivel montan până la alpin, Pante stâncoase silicioase cu vegetație casmofită.
La baza desemnării sitului se află mai multe specii protejate:
- păsări (31): ciocârlie-de-câmp (Alauda arvensis), potârnichea de stâncă (Alectoris graeca saxatilis), rață mare (Anas platyrhynchos), fâsă de pădure (Anthus trivialis), lăstunul mare (Apus apus), acvilă de munte (Aquila chrysaetos), buha (Bubo bubo), erete de stuf (Circus aeruginosus), cuc (Cuculus canorus), lăstun de casă (Delichon urbicum), șoim călător (Falco peregrinus), cocor (Grus grus), rândunică (Hirundo rustica), Lagopus muta helvetica, pescăruș râzător (Larus ridibundus), Lyrurus tetrix tetrix, gaia neagră (Milvus migrans), mierlă de piatră (Monticola saxatilis), pietrar sur (Oenanthe oenanthe), codroșul de pădure (Phoenicurus phoenicurus), Pyrrhocorax pyrrhocorax, lăstun de mal (Riparia riparia), mărăcinar (Saxicola rubetra), silvie de zăvoi (Sylvia borin), silvie-mică (Sylvia curruca), Tachymarptis melba, fluierarul de zăvoi (Tringa ochropus), mierlă (Turdus merula), sturz-cântător (Turdus philomelos), sturzul de vâsc (Turdus viscivorus), nagâț (Vanellus vanellus)
- mamifere (2): lupul (Canis lupus), râs eurasiatic (Lynx lynx)
- nevertebrate (1): fluturele auriu (Euphydryas aurinia)

Pe lângă speciile protejate, pe teritoriul sitului au mai fost identificate 14 specii de plante, 27 de specii de păsări, 2 specii de amfibieni, 1 specie de mamifere, 13 specii de nevertebrate, 1 specie de reptile.